# Гугня, Василий
Василий Гугня — легендарный первый атаман яицких казаков.
Согласно преданию, первые казаки на Яике не имели постоянных семей. Добывая себе жен в набегах и военных походах, собираясь в следующий, казаки бросали семьи либо даже убивали их, дабы не оставлять на поругание врагам. Гугня, также взяв в жены пленную ногайскую девушку, отказался следовать жестокому обычаю, с тех пор этот обычай был казаками оставлен. Как записал А. С. Пушкин в «Истории Пугачёва»: «…казаки, по примеру атамана, покорились игу семейственной жизни. Доныне, просвещённые и гостеприимные, жители уральских берегов пьют на своих пирах здоровье бабушки Гугнихи».
Впервые легенда о Гугне была записана Петром Ивановичем Рычковым со слов атамана Ильи Меркурьева в 1748 году. Согласно этой легенде, появление Гугни на Яике хронологически связано с разгромом Тамерланом хана Золотой Орды Тохтамыша, то есть в 1395—1396 годах. Большинство историков и исследователей полагают, что более правдоподобной датой появления постоянных поселений казаков на Яике является конец XV — начало XVI веков. Столь же противоречивы и сведения о происхождении Гугни. Одни считают его донским либо волжским казаком, другие — новгородским ушкуйником.